# Takalik Abaj
Takalik Abaj (pontosabb maja írással: Tak’alik Ab’aj) egy maja–olmék régészeti terület Guatemala délnyugati részén, Guatemalavárostól körülbelül 190 km-re nyugatra, Retalhuleu megye területén, a megyeszékhelytől, Retalhuleutól kicsit északra. Nevének jelentése: álló kő.
Ez az egyik legrégebbi maja város, különös jelentősége pedig abban áll, hogy az egyetlen hely, ahol maják és olmékok is éltek. Egy ősi maja temetkezési hely is található itt, ahol egy időszámításunk szerint 100 körül keletkezett királysírt tártak fel. A területen számos kőszobor is felszínre került, ezek többnyire megszemélyesített állatokat (például teknősöket, krokodilokat) ábrázolnak. Ugyancsak működött Takalik Abajban csillagvizsgáló is.
A romváros és a körülötte elterülő nemzeti park 2023 óta a világörökség része.